# 阿Q峨螺
尖鱼篮螺（学名：Nassaria acuminata），又名阿Q峨螺，舊屬新腹足目峨螺科海因螺屬，今屬峨螺科鱼篮螺属。
有其他文獻認為中华海因螺（学名：Nassaria sinensis，又名中華峨螺）是本物種的同種異名，但未有提供在分子生物學上的證明，只是形態上在其縱肋及口蓋有所不同。現依從WoRMS，依然視為不同物種。

## 分佈
本物種在西太平洋見於台灣海峽、南中國海兩廣及南沙群島海域、印度尼西亚，在印度洋見於阿拉伯半島東部及馬達加斯加。